# Allothereua maculata
Allothereua maculata är en mångfotingart som först beskrevs av Newport 1844.  Allothereua maculata ingår i släktet Allothereua och familjen spindelfotingar. Inga underarter finns listade i Catalogue of Life.

## Bildgalleri

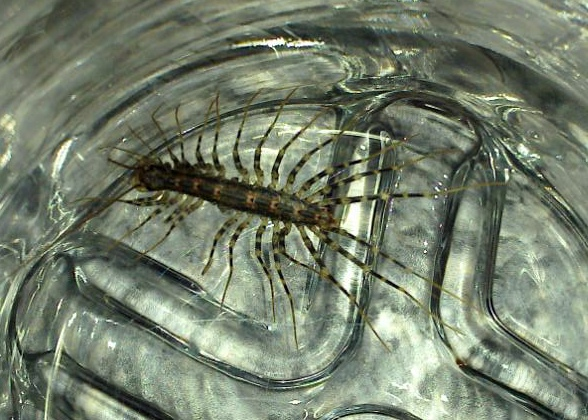
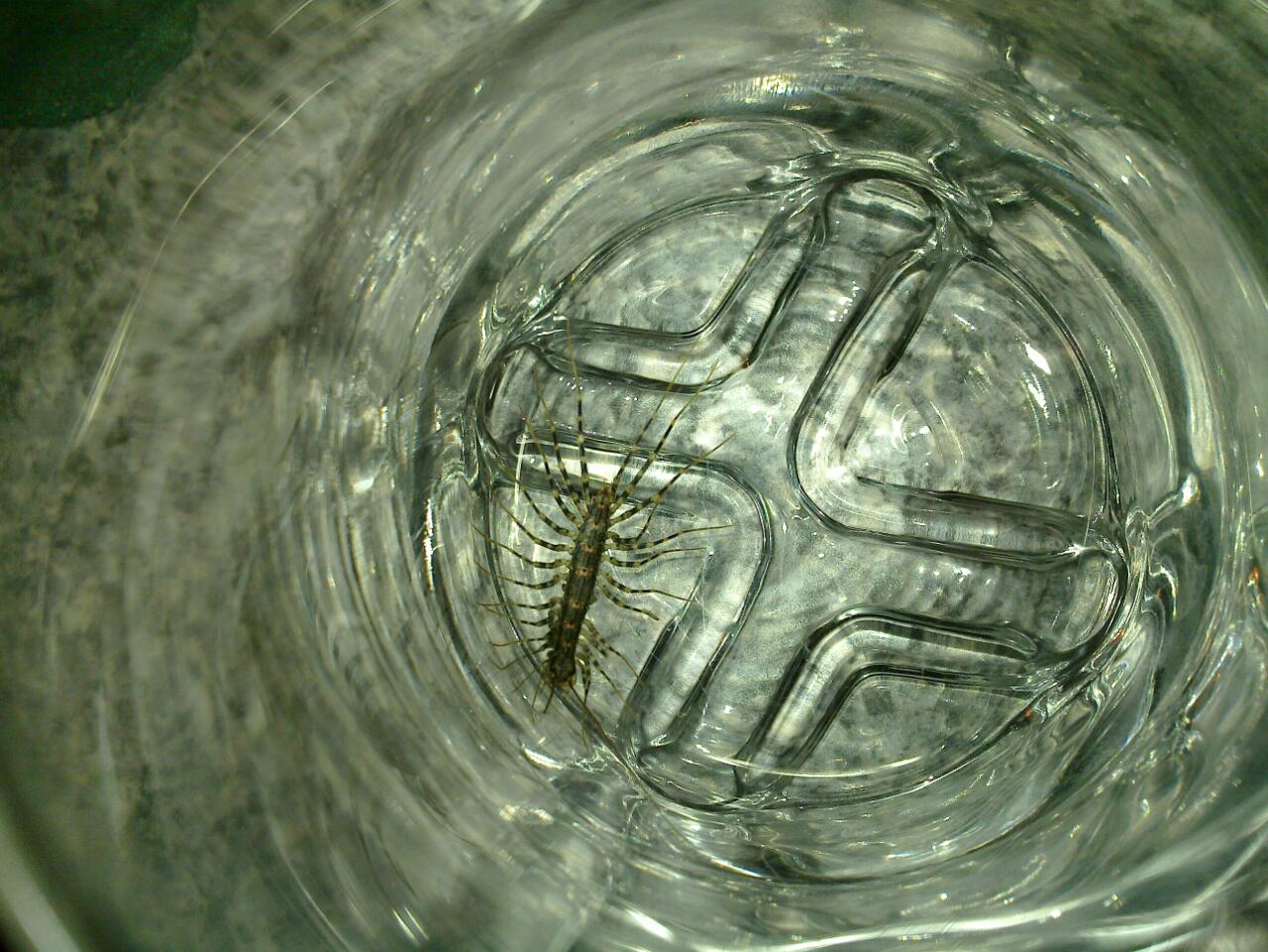